# Independence (Luizjana)
Independence – miasto w Stanach Zjednoczonych, w stanie Luizjana, w parafii Tangipahoa.